# Dicranella nitida
Dicranella nitida är en bladmossart som beskrevs av Brotherus 1891. Dicranella nitida ingår i släktet jordmossor, och familjen Dicranaceae. Inga underarter finns listade i Catalogue of Life.